# Jakov II. Aragonski
Jakov II. Aragonski (šp. Jaime II., aragonski: Chaime II.) ili Jakov II. od Barcelone, zvan i Pravedni (Valencia, 10. kolovoza 1267. - Barcelona, 2. ili 5. studenog 1327.) je bio drugi sin Petra III. Aragonskog i Kostante Sicilijanske.
Naslijedio je svog oca kao kralj Sicilije 1285., kojom je vladao kao Jakov I. Sicilijanski. Nakon smrti njegova brata Alfonsa III. Aragonskog naslijedio je i tron Krune Aragonije. Mirovnim sporazumom s Jakovom II. Anžujskim 1292., odrekao se Sicilije, ali su Sicilijanci na tron postavili njegova brata Frederika. Vladao je sve do svoje smrti 1327.